# Musca relictus
Musca relictus este o specie de muște din genul Musca, familia Coelopidae. A fost descrisă pentru prima dată de Harris în anul 1780. Conform Catalogue of Life specia Musca relictus nu are subspecii cunoscute.